# Convento de Tepotzotlán
El convento de Tepotzotlán es una forma equivocada en que algunas personas conocen al complejo constructivo del Antiguo Colegio Jesuita en el pueblo de Tepotzotlán, Estado de México. Fue un complejo educativo y de formación de sacerdotes jesuitas ubicado en la localidad de Tepotzotlán, México. La zona originalmente habitada por los otomí, fue desarrollada por los jesuitas, quienes fundaron el Colegio de Lenguas, para aprender otomí y mejorar el alcance de sus tareas de evangelización con los nativos, el Colegio de San Martín, para la enseñanza de música, de canto y de español y latín a los niños indígenas, y el Colegio de San Francisco, para la formación de los jóvenes novicios que formarían parte de la orden jesuita, y es éste colegio el que con frecuencia se interpreta como convento.  Todo este complejo educativo funcionó desde 1586 hasta que los jesuitas fueron expulsados en 1767.
El templo principal del complejo esta dedicado a San Francisco Javier, y fue construido a mediados del siglo XVII, en estilo churrigueresco. Mantuvo su función religiosa hasta pasada la primera mitad del siglo XX.
Luego que la Compañía de Jesús fuera expulsada de Tepotzotlán, en lo que era el edificio del colegio se estableció el Real Colegio Seminario, que dependía del arzobispo de la Ciudad de México, el cual funcionó durante 100 años.  En 1871 el edificio fue restituido a los jesuitas quienes lo ocuparon hasta 1914 cuando  fueron expulsados por el general Francisco Coss. El edificio quedó abandonado hasta que en 1933. En la actualidad lo que fuera el edificio del convento aloja al Museo Nacional del Virreinato.